# Federacja Związków Zawodowych Pracowników Ochrony Zdrowia
Federacja Związków Zawodowych Pracowników Ochrony Zdrowia i Pomocy Społecznej – organizacja skupiająca związki zawodowe działające w środowiskach medycznych, lekarskich i pielęgniarskich, opowiadający się za zapewnieniem godniejszych wynagrodzeń pracowniczych i socjalnych dla pracowników opieki zdrowotnej. Federacja należy do OPZZ. Przewodniczącą organizacji jest Urszula Michalska.